# Boem (album)
Boem is een album van Rowwen Hèze. 

## Achtergrond
Het werd op cd uitgebracht door HKM in 1991 en kwam op 10 augustus van dat jaar binnen in de Album Top 100. Na acht weken en een hoogste 64ste plaats verdween het uit de lijst, om op 25 januari 1992 terug te keren. Toen stond het veertig weken in de lijst, met als hoogste notering een 30ste plaats.
De cd werd opgenomen te Aartselaar onder leiding van Boudewijn de Groot, die op dat moment ook bij HKM onder contract stond. Hij had eerder een opname van Rowwen Hèze gehoord en was hiervan onder de indruk geraakt. Er werd besloten om naast nieuw materiaal ook oude nummers opnieuw op te nemen; de refreinen worden "beter verstaanbaar" gemaakt om zo niet alleen in de nabije regio aansluiting te vinden.
Het album werd in de Album Top 100 van 1991 en 1992 het hoogst genoteerde album van Nederlandse makelij.

## Singles
Van dit album werden vier nummers uitgebracht als single. Tegelijk met het album verscheen Henk is enne lollige vent, in december volgde Bestel Mar, in januari 1992 Twieje wurd en in mei Kroenenberg. Alle vier deze singles verschenen zowel op cd-single als op 7"-single (vinyl).

## Nummers
| Nr. | Titel                     | Schrijver(s)                                                   | Duur |
| --- | ------------------------- | -------------------------------------------------------------- | ---- |
| 1.  | Kroenenberg               | Don Santiago, Santiago Jiménez, Tren van Enckevort, Jack Poels | 2:22 |
| 2.  | Henk is enne lollige vent | Steve Earle, Jack Poels                                        | 2:32 |
| 3.  | Twieje wurd               | Jack Poels                                                     | 3:04 |
| 4.  | D'n duvel is los          | Jack Poels                                                     | 3:24 |
| 5.  | Proate                    | Jack Poels                                                     | 2:36 |
| 6.  | Maria                     | Jack Poels                                                     | 3:50 |
| 7.  | De moan                   | Cesar Rosas, Santiago Jiménez, Jack Poels                      | 2:20 |
| 8.  | 'T keumt allemoal dor ow  | Jack Poels                                                     | 2:56 |
| 9.  | Loep nar d'n tap toe      | Bayou Polka, Al Rapone, Jack Poels                             | 3:11 |
| 10. | D'n harde weg             | Jack Poels                                                     | 4:17 |
| 11. | Langzaam                  | Jack Poels                                                     | 2:20 |
| 12. | Als ik drink              | Steve Jordan (drummer), Jack Poels                             | 2:48 |
| 13. | Bestel mar (Anselma)      | Cesar Suedan, Jack Poels                                       | 3:04 |
| 14. | De Peel in brand          | Jack Poels                                                     | 3:21 |
| 15. | Hebbe hebbe               | Jack Poels                                                     | 0:48 |